# Lagria hirta
Lagria hirta es una especie de escarabajo del género Lagria, familia Tenebrionidae, orden Coleoptera. Fue descrita científicamente por Linnaeus en 1758.

## Descripción
Puede alcanzar una longitud corporal de 7-16 milímetros.

## Distribución
Se distribuye por España, Estonia, Finlandia, Lituania, Letonia, Noruega, Suecia, Irlanda, Argelia, Marruecos, Austria, Chequia, Francia, Alemania, Hungría, Italia, Luxemburgo, Polonia, Rusia, Eslovaquia, Suiza, Chipre, Irán, Irak, Israel, Kazajistán, Tayikistán, Turquía, Turkmenistán y Uzbekistán.